# Cathy Bernheim
Pour les articles homonymes, voir Bernheim.
Cathy Bernheim, née le 10 avril 1946 à Saint-Raphaël et morte le 8 avril 2025 à Paris, est une écrivaine et journaliste française. Militante féministe, elle est l'une des pionnières du MLF.

## Biographie
Catherine Bernheim naît à Saint-Raphaël le 10 avril 1946 d'un père juif résistant et d'une mère catholique et résistante .Elle est élevée dans le catholicisme. Arrivée à Paris à l'âge d'un an, elle y vit jusqu'en 1955, mais son père tombant malade, la famille s'installe au Lavandou et achète un hôtel. La famille vit alors de manière faste et, à quatorze ans, elle commence à écrire des poèmes. Quand ses parents se séparent, elle est élevée par sa mère.Elle décide de changer son prénom en « Cathy » pour, dit-elle, se délester du poids de son adolescence malheureuse après la séparation de ses parents. De 1963 à 1966, elle étudie les lettres modernes à Nice, puis s'installe à Paris et travaille en 1969 et 1970 comme secrétaire au théâtre Lucernaire.
Elle est l'une des pionnières du MLF (non encore déposé). Avec une dizaine d'autres femmes, elle est à l'initiative du dépôt de gerbe du 26 août 1970 à la femme du Soldat inconnu,, à l'Arc de Triomphe, place de l'Étoile à Paris. Manifestation hautement symbolique qui par sa médiatisation marquera les débuts du Mouvement de libération des femmes et le retour sur la place publique du féminisme en France. On peut lire sur l'une des banderoles "Un homme sur deux est une femme".
Elle est une des co-autrices de l'Hymne des femmes créé collectivement en 1971 au sein du Mouvement de libération des femmes.
Elle fait partie, avec Christiane Rochefort, Monique Wittig, Rachel Mizrahi, Micha Garrigue, Christine Delphy, Anne Zelensky et d'autres, du groupe informel et très inventif des « Petites Marguerites ». Elle contribue au numéro spécial de la revue Partisans « Libération des femmes année zéro » paru en juillet 1970.
Au printemps 1971, elle participe au premier groupe lesbien en France, les Gouines rouges (tout en n’ayant « jamais voulu militer en tant que lesbienne » pour ne pas être « déterminée par ça »). Un an plus tard, en mai 1972, le MLF organise une journée d’échanges à la Mutualité. Parmi les prises de parole des membres du groupe devant les autres militantes féministes, celle de Cathy Bernheim déclenche un débat avec la salle après sa déclaration : « Qu’est-ce que vous allez faire de nous ? L’homosexualité, ce n’est pas mon problème, c’est le vôtre ».
Elle participe par différents moyens (actions publiques, manifestes, publications collectives) aux sujets de société qui lui sont chers : l'avortement, la reconnaissance de la normalité du désir entre femmes, la contraception... par la perturbation des États généraux de la femme organisés par le magazine Elle en 1970, où les femmes du MLF interviennent pour dénoncer l'instrumentalisation de la femme, par la signature du Manifeste des 343 et par la publication collective de Libération des femmes : année 0.
Elle participe à la création sous le nom de Catherine Crachat et intervient régulièrement dans la rubrique « Sexisme ordinaire » parue dans les Temps modernes de 1973 à 1983.
Elle traduit des féministes américaines : la biographie d'Angela Davis de 1975 et Emma Goldman. Elle est également rédactrice de cadavres exquis, de chansons et de poèmes. Elle écrit aussi des romans, des essais et des biographies : Mary Shelley, Valentine Hugo, Francis Picabia, Hippolyte Bernheim. Elle utilise parfois le pseudonyme Spitty Cat. Elle écrit pour Libération, La revue d'en face, Le Torchon brûle, F Magazine et Parole.
En 1983, elle publie Perturbation, ma sœur. Naissance d'un mouvement de femmes (titre qu'elle emprunte à Max Ernst) dans lequel elle retrace les débuts du mouvement de libération des femmes. Elle choisit ce nom de « Perturbation » pour la représenter à la fois elle-même, comme militante féministe au MLF, et aussi toutes les femmes qui ont participé à cette aventure. À mi-chemin entre la fiction autobiographique et l’essai, l'ouvrage est réédité en 2010 pour les 40 ans du MLF et s’achève désormais sur la continuation de l'action par plusieurs générations réunies dans l’association « 40 de mouvement » créé en 2009.
En 1971, elle réalise avec Ned Burgess, Catherine Deudon et Suzanne Fenn le film Grève des femmes à Troyes. Des ouvrières d'une usine de bonneterie racontent à des femmes du MLF la grève avec occupation qu'elles ont mené dans leur entreprise et ce que cette action a changé dans leur vie. Au cours du montage dans un studio de l'école des Beaux-Arts, les réalisatrices rencontrent Carole Roussopoulos qui se joint ensuite à leur mouvement.
Cathy Bernheim écrit également des scénarios de films (cinéma et télévision).
Elle est l'une des fondatrices du blog Re-belles.
Pour commémorer les 40 ans de MLF, plusieurs associations et mouvements comme Osez le féminisme!, La Barbe, Les Chiennes de garde, la  Fédération Nationale Solidarité Femmes, se réunissent le 26 août 2010 sur le Parvis des Droits de l'Homme, place du Trocadéro. Cathy Bernheim brandit le panneau « Place des Droits de l'Homme et de la Femme », la proposition du collectif pour rebaptiser l'endroit.
Cathy Bernheim meurt à Paris le 8 avril 2025 à l'âge de 78 ans,.

## Postérité
Sa réception en 1972 du SCUM Manifesto de Valerie Solanas inspire en 2024 les réflexions des intellectuelles sur les actions artistiques et les manifestations des militantes du mouvement de révolte en Iran Femme, Vie, Liberté.

## Publications

### Livres
- Le Livre de l'oppression des femmes, Paris, Belfond, 1972[1]
- Les femmes s'entêtent, Paris, Gallimard, 1975[1]
- Le Sexisme ordinaire, Paris, Le Seuil, 1979[1]
- Perturbation ma sœur. Naissance d'un mouvement 1970-1972, Paris, Le Seuil, 1983[1]
- Cobaye Baby, La Manufacture, 1987[1]
- Côte d'Azur, Éditions Gallimard Jeunesse, collection Pages Blanches, 1989
- L'Amour presque parfait, Paris, édition du Félin, 1991[1]
- Quel cinéma, éditions L'École des Loisirs, Paris, 1991
- Gymkhana, 1992[1]
- Comment Grodo est devenu beau, éditions L'École des Loisirs, Paris, 1993
- Picabia, Éditions du Félin, Paris, 1995
- Mary Shelley, la jeune fille et le monstre, éditions du Félin, Paris, 1997
- Valentine Hugo, biographie, éditions La Renaissance, Paris, 1998
- Impasses, nouvelles,  Kaleidoscope, 1999
- Dors, ange amer, Paris, Seuil, 2005[1]
- Hippolyte Bernheim, un destin sous hypnose, éditions JBZ&cie, 2011
- Mémoires des temps futurs, Paris, éditions Le Chant des Voyelles, 2019
- Liste incomplète en cours… à suivre.

### Articles
- Le Torchon brûle : 20 publications de 1970 à 1973[12]
- Histoires d'elles : 4 publications de 1977 à 1980[12]
- Parole ! : 11 publications en 1978[12]
- La Revue d'en face : 2 publications en 1981[12]

## Entretiens
- Vieilles Branches, « Episode 39 Cathy Bernheim » [PDF], sur Nouvelles Écoutes, février 2021.
- [vidéo] « "MLF année 0". Entretien avec Cathy Bernheim », Festival International des Ecrits de Femmes, 10 octobre 2020, 1 h 01 min, sur Fief89520 - Youtube.
- [vidéo] « "Sisyphe est-elle heureuse ?" Dialogue entre Geneviève Brisac et Cathy Bernheim », Festival International des Ecrits de Femmes, 10 octobre 2020, 44 mn, sur Fief89520 - Youtube.
- France Culture, « 26 août 1970 : "C’était la première fois que l’on apparaissait publiquement en tant que féministes" » [audio], sur Radio France - France Culture, 26 août 2020.
- Je suis Charlie, « Cathy Bernheim : «On sait qu’une lutte est vraie quand elle rend joyeuse» », sur charliehebdo.fr, 2 mars 2020 (consulté le 9 avril 2025).
- Cathy Bernheim, Sylvie Duverger, « Refusons de n’avoir jamais qu’une voix pour traduire le monde » [PDF], sur nonfiction.fr, 10 août 2012.
- [vidéo] « Invitée : Cathy Bernheim, militante MLF de la 1ère heure | », FR3, 22 août 2010, 1 mn 46 min, sur INA.
- France Culture, « La Fabrique de l’Histoire - La femme du soldat inconnu, entretien avec Cathy Bernheim » [audio], sur Radio France - France Culture, 19 octobre 2009.